# Aartsbisdom Managua

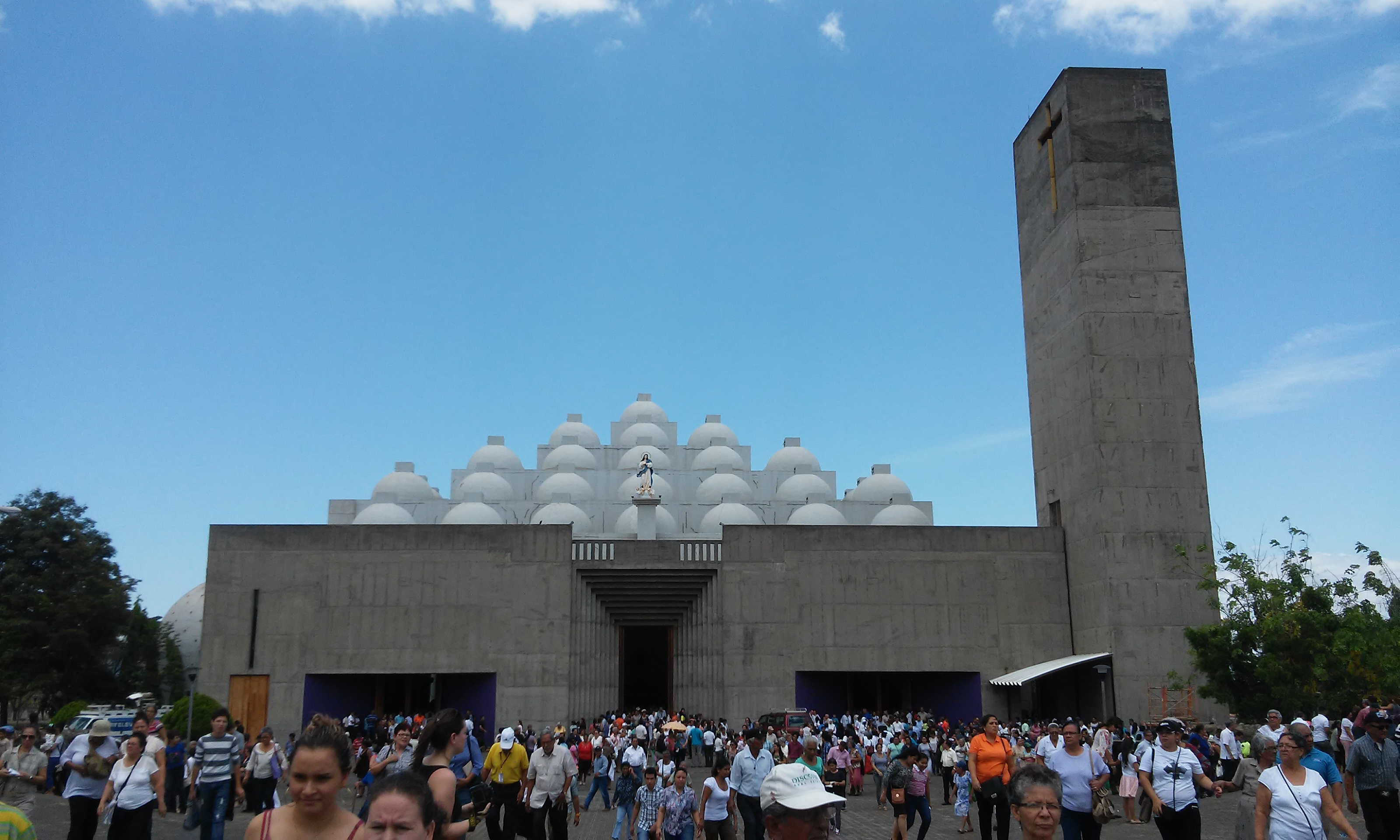
Kathedraal van Managua

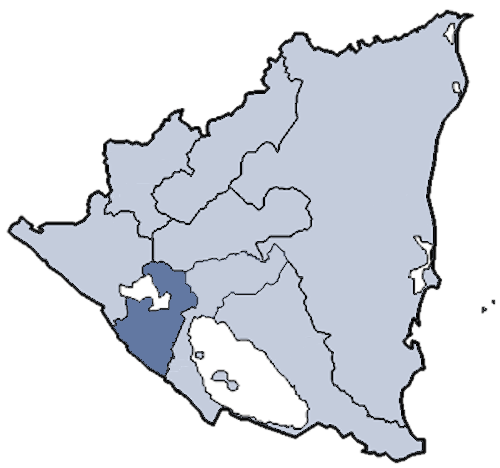
Aartsbisdom Managua in Nicaragua

Het aartsbisdom Managua (Latijn: Archidiocesis Managuensis) is een rooms-katholiek aartsbisdom in de hoofdstad van Nicaragua, Managua.
In 1913 richtte Paus Pius X het aartsbisdom op met zijn bulle Quum iuxta apostolicum effatum. Het eeuwenoude en grote bisdom Nicaragua met zetel in Leon werd in stukken gesneden. De hoofdstad Managua kreeg een aartsbisschop. In 1924 werd een stuk afgesneden van het aartsbisdom, wat het nieuwe bisdom Matagalpa werd.
In Managua liet de aartsbisschop een kathedraal bouwen want de oude kerk in Managua was in verval en werd in de jaren 1920 afgesmeten. De Catedral de Santiago werd in 1926 ingewijd en lag in het stadscentrum aan de toenmalige Plaza de la Revolucion. Door de aardbeving van 1972 was ze evenwel niet meer bruikbaar. De modernistische Nieuwe Kathedraal in de groene rand van de stad werd ingewijd in 1992 en is de metropolitane kerk.